# Morfológia (nyelvészet)
Morfológia, avagy alaktan, a hagyományos elnevezése a szóalkotási eszközökkel foglalkozó nyelvészeti tudománynak.
Léteznek különféle pontosabb meghatározások. A Morfológia slovenského jazyka (A szlovák nyelv morfológiája) című, 1966-ban megjelent műben például azt olvashatjuk, hogy az alaktan a szavak nyelvtani formáit vizsgáló, valamint a szavak különféle alakjait leíró tudomány. A mű szerint tehát a morfológia a nyelvi rendszer alaki megjelenéseit kutatja.
Egyszerűsítve azt mondhatjuk, hogy a nyelvtant két részre osztjuk: szintaxisra, azaz mondattanra és  morfológiára, amely a szófajokkal, névszói és igeragozással, melléknévfokozással foglalkozik, valamint a szóképzés szabályaival, és az ehhez használatos elő- és utótagokkal.
A fogalmat August Schleicher vezette be a nyelvtudományba 1859-ben. Az alaktannal foglalkozó nyelvész a morfológus.
A nyelvek tipológiai osztályozása is morfológiai szempontból történik izoláló, agglutináló, flektáló, illetve inkorporáló fajtákra. A morfológus egy adott nyelv szavait egy vagy több morféma együtteseként értelmezi.

## Története
Ugyan a nyelvet vizsgálók hamar felismerték az alaktan tanulmányozásának fontosságát, a morfológia egészen a 19. századig nem számított a nyelvészeten belül különálló altudománynak.
Pánini kr.e. 4. században is már elismerte az alaktan központi szerepét a szanszkrit nyelv grammatikájának vizsgálata során.
A 19. század elején a morfológia kulcsszerepet játszott az indo-európai nyelv rekonstrukciójában. 1816-ban Franz Bopp közzétette az eredetileg Sir William Jones által 1786-ban tett megfigyelés kapcsán végzett tanulmányát, melyben azt állította, hogy a szanszkrit, latin, perzsa, és germán nyelvek közös őstől származnak. Bopp ezen feltevését a kérdéses nyelvek nyelvtani végződéseinek összehasonlításával támasztotta alá.
1819 és 1837 között Jacob Grimm nagy jelentőségű Deutsche Grammatik című munkájában bemutatta a germán nyelvcsalád grammatikai fejlődését. Ebben az elemzésben is a hangváltozások mellett fontos szerepet játszottak a szóalkotási módszerek a germán nyelvek evolúciójának végigkísérésében.
A 20. században az amerikai strukturalista nyelvészet követői a nyelv vizsgálatát "elmélet" helyett sokkal inkább leíró és analitikus eljárások sorozatának tekintették. Ekkor vélték úgy, hogy ezt a nyelvi szintek szétválasztásával lehetne a legmegfelelőbben végezni. Ezzel a felismeréssel, a morfológia önálló, mint a szavak belső szerkezetének tanulmányozását végző altudománnyá nőtt ki. Az 1940 és 1961 évek között az alaktan a strukturalizmus fókuszpontjába került. Sok neves strukturalista vizsgálta a szóalkotási elméleteket (Bloomfield, 1933; Harris, 1942; Hockett, 1952, 1954, 1958). A strukturalista elméletnek köszönhetően a szavakat kisebb nyelvi egységekre osztották (morféma). A szavak morfémákra való bontását azonban egyes elméletek (pl. analógiás nyelvtan) elvetik, és tagadják azt, hogy a szavak morfémákra bontása szükséges lenne a nyelvi elemzésehez. Ezt a megközelítést elsősorban olyan jelenségek is alátámasztják, amelyek esetében a szegmentáció nem vagy csak rendkívül nehezen lehetséges (pl. magyar kötőhangok esete).
A 20. század közepétől a nyelvtudomány generatív iskolájának úttörésével a korábban alkotott elméletek átformálódtak. A generatív grammatikusok eleinte elutasították egy önálló alaktani modul létét (ennek oka az volt, hogy úgy vélték, hogy a szóképzési mechanizmusok a fonológia és a mondattan közti síkon megfelelően magyarázhatók). A morfológia ennek hatására több mint egy évtizedre a nyelvészeti vizsgálódás hátterébe szorult egészen az 1970-es évek közepéig.

## Morfológiai megközelítések
- Elem és elrendezés (Item and process)
- Szavak és paradigmák (Word and paradigms)
- Analógiás morfológia (mintaalapú megközelítés)

## Külső hivatkozások
- Magyar morfológiai program foma morfológiai eszköz segítségével
- "A szlovák nyelv morfológiája" (1966) online
- Leonard Bloomfield 1933. Language (A nyelv)

## Fordítás
- Ez a szócikk részben vagy egészben  a   Morfológia című szlovák Wikipédia-szócikk ezen változatának fordításán alapul.  Az eredeti cikk szerkesztőit annak laptörténete sorolja fel. Ez a jelzés csupán a megfogalmazás eredetét és a szerzői jogokat jelzi, nem szolgál a cikkben szereplő információk forrásmegjelöléseként.